# Provincia Chieti
Chieti este o provincie în regiunea Abruzzo în Italia.